# Santa Rosa (Maxcanú)
Santa Rosa es una localidad del municipio de Maxcanú en Yucatán, México.

## Toponimia
El nombre (Santa Rosa) hace referencia a Santa Rosa de Lima.

## Hechos históricos
- En 1980 cambia su nombre de Santa Rosa a Santa Rosa de Lima.
- En 1995 cambia a Santa Rosa.

## Demografía
Según el censo de 2005 realizado por el INEGI, la población de la localidad era de 874 habitantes, de los cuales 427 eran hombres y 447 eran mujeres.
| 319                         | 364 | 269 | 277 | 279 | 289 | 339 | 393 | 584 | 682 | 756 | 790 | 874 |
| (Fuente: INEGI [Consultar]) |     |     |     |     |     |     |     |     |     |     |     |     |